# Likasi
Likasi (tidigare franska Jadotville, nederländska Jadotstad) är en gruvstad i provinsen Haut-Katanga i sydöstra Kongo-Kinshasa. Staden är framförallt känd för belägringen av Jadotville under Kongokrisen, då katangesiska styrkor besegrade en FN-här, bestående av svenska, irländska och indiska soldater.
Likasi ligger 1 500 km sydost om huvudstaden Kinshasa, och antalet invånare är 635 463.